# Labyrinth (1959)
Labyrinth, auch bekannt unter dem Titel Labyrinth der Leidenschaften, ist ein deutsch-italienischer Spielfilm aus dem Jahre 1959 von Rolf Thiele mit Nadja Tiller und Peter van Eyck in den Hauptrollen.

## Handlung
Georgia Gale ist jung, schön, intellektuell … und sie trinkt. Nach schweren Krisen hat sie begonnen, unkontrolliert zur Flasche zu greifen und droht nun, dem Alkoholismus, der in ihrer Familie wohl Tradition hat, anheimzufallen. Um sich deswegen aber auch psychotherapeutisch behandeln zu lassen, lässt sie sich daraufhin in ein luxuriöses Sanatorium in  der Schweiz einweisen. Hier ist das Reich von Chefarzt Dr. de Lattre, zu dem sie jedoch kein tiefergehendes, für den Erfolg der Therapie aber absolut unabdingbares Vertrauen aufbauen kann. Aus diesem Grund ist sie auch nicht bereit, ihr Innerstes zu öffnen. Damit wird es unmöglich, die Ursache ihres narzisstischen Wesens und den Grund für ihren Niedergang  zu erforschen.
Georgia spielt auch hier weiterhin eine Rolle, macht sich etwas vor, kokettiert mit einer angeblichen Todessehnsucht und flüchtet in eine unvermittelte Religiosität. Lediglich zu dem gleichfalls im Privatsanatorium behandelten Mitpatienten Ron Stevens gewinnt sie Vertrauen und baut zu ihm einen Kontakt auf. Dann aber geschieht ein Ereignis, das die inneren Wände von Georgias eingemauertem Ich doch noch ins Wanken bringen: Die junge nymphomanisch veranlagte Patientin Marjorie, die von ihr bei einem Annäherungsversuch abgewiesen wird, bringt sich daraufhin vor ihren Augen um. Zutiefst geschockt, beginnt Georgia zu begreifen, dass zu einem erfüllten Leben Inhalt und Verantwortung gehören. Sie will sich nicht mehr länger einer therapeutischen Heilung verschließen, die einen Ausstieg aus ihrem bisherigen Leben verheißen könnte. Nach ihrer erfolgreichen Behandlung verlässt die schöne Patientin die Klinik, fest entschlossen, ein neues Leben zu beginnen.

## Produktionsnotizen
Labyrinth entstand im April und Mai 1959 in München und Umgebung und wurde am 3. September 1959 im Düsseldorfer Universum-Kino uraufgeführt.
Die von Peter Röhrig ausgeführten Filmbauten entwarf Gabriel Pellon. Theo Nischwitz sorgte für die Spezialeffekte, Rolf Kästel diente als einfacher Kameramann unter Chefkameramann Klaus von Rautenfeld. Ursula Stutz gestaltete die Kostüme.
Das Filmband in Silber ging 1960 an Nadja Tiller und Klaus von Rautenfeld.

## Kritiken
Die Süddeutsche Zeitung vom 17. September 1959 resümierte: Wieder einmal erweist sich Thiele „als unübertroffener Spezialist der harten Brillanz, der schwülen Kühle, der gepflegten Hysterie.“
Paimann’s Filmlisten resümierte: „Eine deutsche ‚Schlangengrube‘, gründlich in der Seelenklitterung und mit einer glaubhaften Interpretin unpersönlich-akademischer, aber sorgfältiger Aufmachung den Durchschnitts-Zuschauer unbeteiligt lassend und nur für Liebhaber klinischer Stoffe recht interessant.“

„… ein verquastes Traktat über ein Luxussanatorium…“

„Eine hervorragend fotografierte und in der Hauptrolle sehr subtil gespielte ‚Zeitgeist‘-Studie. Formal bemüht sich Rolf Thiele um eine mondäne Atmosphäre, die dem Film einen gleichermaßen kalten wie faszinierenden Glanz verleiht.“